# Mikael Gam
Mikael Gam (født 14. februar 1901 i Sinding, død 24. maj 1982 i Virum) var dansk lærer, politiker for Grønland og minister.
Gam blev født i Sinding ved Silkeborg som søn af gårdejer Andreas Gam (død 1935) og hustru Dagmar f. Petersen.
Gam var ved landvæsenet indtil 1920. I 1924 fik han lærereksamen i Silkeborg. Han giftede sig 14. juli 1925 med Helga Gam, født 10. juli 1906 i Vitved ved Skanderborg, datter af førstelærer Andreas Mikkelsen (død 1937) og hustru Karen f. Jakobsen (død 1946).
Han startede som lærer i Uge ved Tinglev 1924-25. Herefter var han seminarielærer i Godthaab, Grønland 1925-28. Han blev derefter efterskoleforstander i Egedesminde, nuværende Aasiaat 1928-48. I Aasiaat er skolen Gammeqarfik opkaldt efter Gam. I denne periode virkede han også som skolekonsulent for Nordgrønland 1931-48. Derefter var han sagkyndig ved grønlandskommissionen 1948-50. Yderligere tillidshverv: Tillidsmand for Grønland for komitéen til grønlænderinders uddannelse fra 1928; medl. af skoledirektionen for Grønland og af Grønlands kulturelle råd fra 1950; af landsrådet valgt domsmand i Grønlands Landsret fra 1951; medlem af Arktisk Instituts råd fra 1955.
Gam var fra 1950 i 11 år Grønlands første skoledirektør — og 1960-64 minister for Grønland. Gam har ofte fremhævet, at det største kulturelle fremskridt i Grønland var indførelsen af det elektriske lys — han tænkte på tranlampernes svage lys og besværet med dem.
Ved valget i 1960 manglede Socialdemokratiet og De Radikale et mandat i at have flertal i Folketinget, og Kampmann gjorde da det nyvalgte grønlandske folketingsmedlem Mikael Gam, som stod uden for partierne, til Grønlandsminister. Da Gam næppe ville stemme imod en regering, som han selv var medlem af, havde Kampmann sikret sig sit flertal. De Konservative protesterede ved udnævnelsen og næsten hver gang Gam stemte, men han blev siddende som minister i fire år. 
- Minister for Grønland i Regeringen Viggo Kampmann II fra 18. november 1960 til 3. september 1962
- Minister for Grønland i Regeringen Jens Otto Krag I fra 3. september 1962 til 26. september 1964[4]